# Kacuhiro Kusaki
Kacuhiro Kusaki (japonsko 草木 克洋), japonski nogometaš in trener, * 12. april 1962.
Za japonsko reprezentanco je odigral dve uradni tekmi.